# Planiny (Nové Mitrovice)
Planiny (německy Planin) jsou malá vesnice, část obce Nové Mitrovice v okrese Plzeň-jih v Plzeňském kraji. Nachází se asi dva kilometry severně od Nových Mitrovic. Je zde evidováno 22 adres. V roce 2011 zde trvale žilo pět obyvatel.
Planiny je také název katastrálního území o rozloze 4,55 km².

## Historie
První písemná zmínka o vesnici pochází z roku 1748.

## Obyvatelstvo
| Rok            | 1869 | 1880 | 1890 | 1900 | 1910 | 1921 | 1930 | 1950 | 1961 | 1970 | 1980 | 1991 | 2001 | 2011 | 2021 |
| -------------- | ---- | ---- | ---- | ---- | ---- | ---- | ---- | ---- | ---- | ---- | ---- | ---- | ---- | ---- | ---- |
| Počet obyvatel | 144  | 187  | 185  | 190  | 152  | 142  | 136  | 63   | 65   | 43   | 21   | 16   | 9    | 5    | 8    |
| Počet domů     | 18   | 26   | 25   | 25   | 26   | 26   | 26   | 23   | 18   | 13   | 11   | 9    | 18   | 17   | 17   |

## Obecní správa
Při sčítání lidu v letech 1850–1879 Planiny byly osadou obce Mitrovice v okrese Plzeň. V letech 1880–1929 byly osadou obce Nové Mitrovice v okrese Plzeň. V letech 1930–1963 byly samostatnou obcí, se kterým patřil nejprve do okresu Plzeň, ale v roce 1950 v okrese Blovice. Od roku 1964 jsou opět částí obce Nové Mitrovice v okrese Plzeň-jih.